# Per Ivar Henriksen
Per Ivar Henriksen (10. januar 1972) er sametingrepræsentant for Arbeiderpartiet i perioden 2005–2009.
Henriksen er uddannet til socionom ved Højskolen i Finnmark, og arbejder som socionom i Tana kommune.